# 333003 Espiritu
333003 Espiritu è un asteroide della fascia principale. Scoperto nel 2008, presenta un'orbita caratterizzata da un semiasse maggiore pari a 2,865039 UA e da un'eccentricità di 0,098832, inclinata di 11,444887° rispetto all'eclittica. Ha un diametro di 3,775 km.